# Granze
Granze (velenceiül Granxe) település Olaszországban, Veneto régióban, Padova megyében. Lakosainak száma 1917 fő (2023. január 1.). Granze Sant’Urbano, Stanghella, Vescovana, Sant’Elena, Solesino és Villa Estense községekkel határos.

## Népesség
A település lakossága az elmúlt években az alábbi módon változott:
| Lakosok száma | 2033 | 2032 | 1917 |
|               | 2017 | 2018 | 2023 |